# Ivan Andreevič Arapov
Ivan Andreevič Arapov, (in russo: Иван Андреевич Арапов) (Kovylkino, 21 novembre 1844 – Kovylkino, 24 giugno 1913), è stato un ufficiale russo.

## Biografia
Era il figlio di Andrej Nikolaevič Arapov e fratello di Nikolaj Andreevič Arapov. Ebbe un'educazione privata e poi all'Università di San Pietroburgo.

## Carriera
Il 6 aprile 1862 intraprese la carriera militare come cadetto nel reggimento di cavalleria. L'anno dopo raggiunse il grado di cornetta. Il 1º novembre 1866 è stato nominato aiutante di campo del ministro della guerra Dmitrij Alekseevič Miliutin.
Nel 1867 venne promosso a tenente capitano, il 20 aprile 1869 a capitano nel reggimento di cavalleria. Nel 1874 venne promosso a colonnello. Nel 1875 è stato nominato membro della Commissione sotto il Ministero delle finanze.
Durante la guerra russo-turca (1877-1878) partecipò all'assedio di Plevna. Nel 1882 venne promosso a maggiore generale. Nel 1888 è stato nominato membro della commissione per affrontare la crisi agricola. Nel 1893 il Ministro delle Finanze venne invitato a partecipare ad un incontro per elaborare misure per regolamentare il commercio del grano.
Nel 1895 è stato nominato membro del Consiglio dei ministri dell'agricoltura. Nel 1905 venne promosso a tenente generale.

## Matrimonio
Sposò, nel 1866, Aleksandra Petrovna Lanskaja (1845-1919), figlia di Pëtr Petrovič Lanskoj e Natal'ja Nikolaevna Gončarova. Ebbero tre figli:
- Elizaveta Ivanovna (1867-?)
- Pëtr Ivanovič (1871-1930)
- Andreij Ivanovič (1872-1918)

## Morte
Morì il 24 giugno 1913 a Kovylkino e fu sepolto nel Monastero di Aleksandr Nevskij.

## Onorificenze

### Onorificenze straniere
| Controllo di autorità | VIAF (EN) 645149196707974792906 · GND (DE) 1129396886 |